# Алеш Чех
Алеш Чех (словен. Aleš Čeh, нар. 7 квітня 1968, Марибор) — словенський футболіст, півзахисник. По завершенні ігрової кар'єри — футбольний тренер.
Як гравець насамперед відомий виступами за клуби «Олімпія» (Любляна) та ГАК (Грац), а також за національну збірну Словенії.
Чемпіон Словенії. Володар Кубка Словенії. Дворазовий володар Кубка Австрії.

## Клубна кар'єра
У дорослому футболі дебютував у 1988 році виступами за команду клубу «Олімпія» (Любляна), в якій провів п'ять сезонів, взявши участь у 105 матчах чемпіонату. Більшість часу, проведеного у складі люблянської «Олімпії», був гравцем основного складу команди. За цей час виборов титул чемпіона Словенії.
Своєю грою за цю команду привернув увагу представників тренерського штабу клубу ГАК (Грац), до складу якого приєднався у 1993 році. Відіграв за команду з Граца наступні десять сезонів своєї ігрової кар'єри. Граючи у складі ГАКа також здебільшого виходив на поле в основному складі команди. За цей час додав до переліку своїх трофеїв два титули володаря Кубка Австрії.
Згодом з 2003 до 2006 року грав у складі команд клубів «Марибор» та ЛАСК (Лінц).
Завершив професійну ігрову кар'єру у нижчоліговому клубі «Олімпія» (Любляна), у складі якого вже виступав раніше. Увійшов до складу команди 2006 року, захищав її кольори до припинення виступів на професійному рівні у 2008.

## Виступи за збірну
У 1992 році дебютував в офіційних матчах у складі національної збірної Словенії. Протягом кар'єри у національній команді, яка тривала 11 років, провів у формі головної команди країни 74 матчі, забивши 1 гол.
У складі збірної був учасником чемпіонату Європи 2000 року у Бельгії та Нідерландах, чемпіонату світу 2002 року в Японії і Південній Кореї.

## Кар'єра тренера
Розпочав тренерську кар'єру невдовзі по завершенні кар'єри гравця, у 2011 році, очоливши тренерський штаб клубу ГАК (Грац). Наразі досвід тренерської роботи обмежується цим клубом.

## Титули і досягнення
- Чемпіон Словенії (1):

«Олімпія» (Любляна): 1991–92
- Володар Кубка Словенії (1):

«Марибор»: 2003–04
- Володар Кубка Австрії (2):

«Грацер»: 1999–00, 2001–02
- Володар Суперкубка Австрії (2):

«Грацер»: 2000, 2002